# 12701 Chénier
12701 Chénier è un asteroide della fascia principale. Scoperto nel 1990, presenta un'orbita caratterizzata da un semiasse maggiore pari a 2,3335328 UA e da un'eccentricità di 0,1686234, inclinata di 6,51344° rispetto all'eclittica.
È intitolato a André Chénier, poeta francese.